# Монтерадо
Монтерадо (італ. Monterado) — колишній муніципалітет в Італії, у регіоні Марке,  провінція Анкона. З 1 січня 2014 року Монтерадо є частиною новоствореного муніципалітету Трекастелі.
Монтерадо розташоване на відстані близько 210 км на північ від Рима, 36 км на захід від Анкони.
Населення — 2147 осіб (2012).
Щорічний фестиваль відбувається 10 липня. Покровитель — San Paterniano.

## Демографія
Населення за роками:

Станом на 31 грудня 2010 року в муніципалітеті офіційно проживало 207 іноземців з 25 країн, серед них 51 громадянин країн Євросоюзу та 4 громадяни України.

## Сусідні муніципалітети
- Кастель-Колонна
- Коринальдо
- Мондольфо
- Монте-Порціо
- Сан-Костанцо